# NSTみんなのKEIBA
『NSTみんなのKEIBA』（エヌエスティーみんなのケイバ）は、NST新潟総合テレビ（NST）が2008年から新潟競馬場従場開催（裏開催）の時に放送している競馬番組。ハイビジョン制作、ステレオ放送である。

## 番組概要
2007年まで東日本のFNS系列では『スーパー競馬』が放送されており、新潟総合テレビ（当時）も年ひと月の新潟裏開催放送をこれに倣って『NSTスーパー競馬』として差し替え放送していた。
2008年1月、フジテレビの日曜日の競馬中継番組のタイトルが『みんなのケイバ』（2010年1月から『みんなのKEIBA』にタイトル変更）に改められたため、NSTも同年5月3日の新潟春競馬開催時からタイトルを変更して放送。ただし放送されるのは前記開催時のみであり、東日本の主場となる夏開催では、これまで同様にFNSネット版『みんなのKEIBA』に制作協力（実況アナウンサー参加・制作技術）する形をとる。なお、この年の開催より、スポンサーであるJRAの金銭面でのサポートがあり、新潟競馬場に於いての中継時に、ハイビジョン中継車をフジテレビ、仙台放送またはそれをレンタルできる技術会社からNSTに貸与することにより、新潟での映像がハイビジョン化されるようになった。ただし、2009年の新潟秋競馬開催時は4:3SD画質での放送となっている。
本番組は原則として新潟競馬の裏開催時（春と秋のローカル3場）の日曜日の放送だが、土曜日に中継する新潟放送が、TBS系列全国ネットのプロ野球中継やプロゴルフ中継等で競馬中継ができない場合には、NSTが土曜日も中継する。その際には『ウイニング競馬』(テレビ東京)、『KEIBAワンダーランド』→『うまDOKI』（KBS京都）と素材の相互交換を行う（2025年から『ウイニング競馬』での素材使用はなくなり、JRA公式映像を利用してテレビ東京のアナウンサーが実況を行う）。
なお、NST新潟総合テレビで「ウイニング競馬」が代替放送された実例はない。
2015年秋開催までのレース実況のレース名・出走馬の表示は、フジテレビが『スーパー競馬』時代に使っていたものを流用していた。
日曜開催分に関しては「みんなのKEIBA」の番宣CMからタイトルを差し替えたものを放送している。

## 放送日時

### 2008年
- 放送日：5月3日・4日・11日・18日・25日
  - 5月3日は土曜日だが、通常放送している新潟放送が男子プロゴルフの「中日クラウンズ」決勝第1日中継により競馬中継ができないため、代替放送。
- 放送時刻：15:00 - 16:00（5月3日は15:55終了）
- 従来と異なり、『BSフジ競馬中継』への番組提供は皆無である（新潟記念など、夏開催は通常の『みんなのケイバ』→『みんなのKEIBA』となる）。

### 2009年
- 放送日：5月2日・3日・10日・17日・24日（以上第1回開催）、9月13日・21日・26・27日（以上第4回開催）
  - 5月2日・9月26日は土曜日だが、通常放送している新潟放送が男子プロゴルフ中継（5月2日・中日クラウンズ、9月26日・パナソニックオープン）により競馬中継ができないため、代替放送。
- 放送時刻：15:00 - 16:00（5月2日・9月26日は15:55終了）
- 函館競馬場改修による変則開催日程により、秋季も放送。また9月21日の放送は、同じFNS系列の北海道文化放送、福島テレビにもネットした。なお、その前日（9月20日）は新潟開催が無かったため、通常のフジテレビからネット受けした。

### 2010年
- 放送日：5月1日・2日・9日・16日・23日
  - 5月1日は土曜日だが、通常放送している新潟放送が男子プロゴルフ「中日クラウンズ」決勝第1日中継により競馬中継ができないため、代替放送。
- 放送時刻：15:00 - 16:00（5月1日は15:55終了）
- この年より番組のタイトルが「NSTみんなのKEIBA」に改められる。

### 2011年
- 放送日：4月24日・30日・5月1日・8日・15日・22日（以上第1回開催）、5月29日・6月5日・12日（以上第2回開催）、10月16日・23日・30日・11月6日・13日・19日・20日（以上第5回開催）
  - この年は東日本大震災で福島競馬場が被害を受け開催が困難となったこと、さらに4月17日まで中山競馬場の開催が行われなかったため[2]、その補充分として新潟競馬場での開催が組まれたことにより[3][4]例年以上に当番組が放送された。
  - 4月30日・11月19日は土曜日だが、新潟放送が男子プロゴルフ中継（4月30日・中日クラウンズ、11月19日・ダンロップフェニックストーナメント）により競馬中継ができないため、代替放送。
  - 11月12日は新潟放送が男子プロゴルフ中継（三井住友VISA太平洋マスターズ）を行う関係で当番組を放送する予定だったが、フジテレビ系列でプロ野球日本シリーズ[5]を放送することになったため、放送が取りやめになった。
- 放送時刻：15:00 - 16:00（4月30日・11月19日は15:55終了、5月29日は14:40スタート）

### 2012年
- 放送日：5月6日・13日・20日（以上第1回開催）、10月14日・21日・28日（以上第4回開催）
- 放送時刻：15:00 - 16:00

### 2013年
- 放送日：5月4日・5日・12日・19日（以上第1回開催）、10月6日・20日・27日（以上第3回開催）
  - 5月4日は土曜日だが、通常放送している新潟放送が男子プロゴルフ「中日クラウンズ」決勝第1日中継により競馬中継ができないため、代替放送。
- 放送時刻：15:00 - 16:00（5月4日は15:55終了）

### 2014年
- 放送日：5月3日・4日・11日・18日・25日
  - 5月3日は土曜日だが、通常放送している新潟放送が男子プロゴルフ「中日クラウンズ」決勝第1日中継により競馬中継ができないため、代替放送。
- 放送時刻：15:00 - 16:00（5月3日は15:55終了）
- この年は中山競馬場の改修工事の関係で例年の第4回中山開催が新潟競馬場での代替開催となり、その分は夏開催と同様に『みんなのKEIBA』のネット受けになったが、新潟競馬場で2002年以来12年ぶりにGIレース・スプリンターズステークスが開催されたため、開催前日の10月4日11:05 - 11:35に『NSTみんなのKEIBA〜スプリンターズステークス直前SP』として特別番組が放送された[6]。

### 2015年
- 放送日：5月2日・3日・10日・17日・24日（以上第1回開催）、10月18日・25日（以上第3回開催） 
  - 5月2日は土曜日だが、通常放送している新潟放送が男子プロゴルフ「中日クラウンズ」決勝第1日中継により競馬中継ができないため、代替放送。
- 放送時刻：15:00 - 16:00（5月2日は15:55終了）

### 2016年
- 放送日：4月30日・5月1日・8日・15日・22日（以上第1回開催）、10月16日・23日・30日（以上第3回開催）
  - 4月30日は土曜日だが、通常放送している新潟放送が男子プロゴルフ「中日クラウンズ」決勝第1日中継により競馬中継ができないため、代替放送。
- 放送時刻：15:00 - 16:00（4月30日は15:55終了）

### 2017年
- 放送日：4月29日・30日・5月7日・14日・20日・21日（以上第1回開催）、10月15日・22日・29日（以上第3回開催）
  - 4月29日は土曜日だが、通常放送している新潟放送が男子プロゴルフ「中日クラウンズ」決勝第1日中継により競馬中継ができないため、代替放送。
  - 5月20日は土曜日だが、通常放送している新潟放送がSAMURAI BASEBALL「横浜DeNAvs巨人」中継により競馬中継ができないため、代替放送。
- 放送時刻：15:00 - 16:00（4月29日・5月20日は15:55終了）

### 2018年
- 放送日：4月28日・29日・5月6日・13日・20日（以上第1回開催）、10月14日・21日・28日（以上第3回開催）
  - 4月28日は土曜日だが、通常放送している新潟放送が男子プロゴルフ「中日クラウンズ」決勝第1日中継により競馬中継ができないため、代替放送。
- 放送時刻：15:00 - 16:00（4月28日は15:55終了）

### 2019年
- 放送日：4月28日・5月5日・12日・18日・19日（以上第1回開催）、10月6日・20日・27日（以上第3回開催）
  - 4月28日は当該週が変則3日間開催のためこの日は新潟開催はなかったが、開催中であったため放送された。
  - 5月18日は土曜日だが、通常放送している新潟放送がSAMURAI BASEBALL「中日vs巨人」中継により競馬中継ができないため、代替放送。
- 放送時刻：15:00 - 16:00（5月18日は15:55終了）

### 2020年
- 放送日：5月10日・17日・23日・24日（以上第1回開催）、10月11日・18日・25日（以上第4回開催）
  - 5月23日は土曜日だが、通常放送している新潟放送が「よしもと新喜劇」に差し替えたため、代替放送。
- 放送時刻：15:00 - 16:00(5月23日は15:55終了)

### 2021年
- 放送日：4月11日・18日・25日・5月1日・2日（以上第1回開催）、5月9日・16日・22日・23日（以上第2回開催）、7月31日（第3回開催）、8月28日（第4回開催）、10月10日・17日・24日・31日(以上第5回開催)
  - この年は福島県沖地震で福島競馬場が被害を受け開催が困難になったため、平年の第1回福島開催は新潟で代替開催される。本来の福島競馬中継を行う福島テレビは『エキサイティング競馬』の自社制作は行わず、フジテレビ制作の『みんなのKEIBA』枠内で放送する新潟のメインレース（GI開催日など、構成上の都合で割愛の場合あり）は中継する。
  - 5月1日・5月22日・7月31日・8月28日はいずれも土曜日だが、通常放送している新潟放送が編成の都合により競馬中継ができないため、代替放送。8月28日は新潟放送の社杯であるBSN賞が編成されていたにもかかわらず、新潟総合テレビでの中継に振り替えられた[7]。各日の放送番組は以下の通り。
    - 5月1日：男子プロゴルフ「中日クラウンズ」決勝第1日
    - 5月22日：S☆1 BASEBALL「中日vs巨人」
    - 7月31日：東京オリンピックバドミントン男子シングルス準々決勝・女子ダブルス準決勝
    - 8月28日：東京パラリンピック車いすバスケットボール男子予選 日本vsカナダ
- 放送時刻：15:00 - 16:00（5月1日・22日は15:55終了）

### 2022年
- 放送日：5月8日・15日・21日・22日・29日（以上第1回開催）、10月15日・16日・23日・30日（以上第4回開催）
  - 本来は5月1日から開始する予定になっていたが、第1回福島競馬が福島県沖地震の影響で4月9日開幕が1週延期・16日から（無観客）となり、その分新潟開催も4月30日から1週延期の5月7日からになったため、それに従う形で5月の放送も1週ずつ延期となった。
  - 5月21日・10月15日は新潟放送中継分の代替放送。各日の放送番組は以下の通り。
    - 5月21日：S☆1 BASEBALL「阪神vs巨人」
    - 10月15日：復活!ロストグルメ〜スターを救ったあの一皿〜
- 放送時刻：15:00 - 16:00（5月29日は14:40開始）

### 2023年
- 放送日：4月29日・30日・5月7日・14日・20日・21日（以上第1回開催）、10月15日・21日・22日・29日（以上第4回開催）
  - 4月29日・5月20日・10月21日は新潟放送中継分の代替放送。各日の放送番組は以下の通り。
    - 4月29日：男子プロゴルフ「中日クラウンズ」決勝第1日中継
    - 5月20日：一緒にやろう SDGsの日
    - 10月21日：お笑いの日
- 放送時刻：15:00 - 16:00

### 2024年
- 放送日：4月28日・5月4日・5日・12日・18日・19日（以上第1回開催）、10月6日・12日・20日・26日・27日（以上第4回開催）
  - 5月4日・18日・10月12日・26日は新潟放送中継分の代替放送。各日の放送番組は以下の通り。
    - 5月4日：男子プロゴルフ「中日クラウンズ」決勝第1日中継
    - 5月18日：S☆1 BASEBALL「広島vs巨人」
    - 10月12日：お笑いの日
    - 10月26日：MIZUHO BLUE DREAM MATCH 2024 なでしこジャパンvs韓国

  - 10月5日は新潟放送が『第22回新潟県キッズサッカー大会』および『サンドウィッチマンと最高のシメ〜人生最後に何をする?〜』、NSTがACNチャンピオンシップゴルフ決勝第1日中継のため、代替放送なし。
  - 10月13日は変則3日間開催で新潟での開催がないため、FNS東日本ネット版『みんなのKEIBA』を同時ネット。翌14日は新潟放送が別『ゴゴスマ -GO GO!Smile!-』および『新潟シティマラソン2024』、NSTが出雲駅伝中継のため、代替放送なし。
- 放送時刻：15:00 - 16:00

### 2025年
- 放送日：5月3日・4日・11日・18日・25日（以上第1回開催）
  - 5月3日は新潟放送中継分の代替放送。
    - 5月3日：男子プロゴルフ「中日クラウンズ」決勝第1日中継
- 放送時刻：15:00 - 16:00

## 出演者
特記事項がない人物はNSTアナウンサー

### 番組進行
- 吉田伸男(元フジテレビアナウンサー)
- 長谷川珠子

### 解説コメンテーター
- 藤田浩貴（研究ニュース）
- 椋木翔太郎（競馬エイト、翔太郎名義で出演）

（参考）新潟主場開催時のみんなのKEIBAの解説
- 松本ヒロシ（競馬エイト、主場開催時にメイン・実況席を担当）
- 板津雄志（サンケイスポーツ、同上）

### 実況
- 鈴木秀喜
- 飛田厚史
- 齋藤正昂

## 過去の出演者

### 番組進行
- 高橋正和（秋田朝日放送へ移籍）
- 廣川明美
- 新井翔子
- 杉山萌奈
- 松尾和泉
- 関田将人（お笑い芸人）

### 解説コメンテーター
- 片野昌一（勝馬）
- 星政彦（競馬エイト）
- 漆山貴禎（サンケイスポーツ）

### 実況
- 梅中悠介（テレビ埼玉へ移籍。現在はフリー）